# Chiesa di Santa Maria del Rosario (Corno di Rosazzo)
La chiesa di Santa Maria del Rosario è una chiesa cattolica dedicata alla Madonna, situata nel comune di Corno di Rosazzo, in provincia ed arcidiocesi di Udine; fa parte della forania del Friuli Orientale.

Fondata nel XVI secolo, dell'antica costruzione resta solo la notizia che fu dotata di una pala dipinta nel 1549 dal pittore udinese P. Valentino. Ristrutturata fra il Seicento e Settecento, possiede nel coro due pregevoli opere del pittore A. Brollo di Gemona.

## Storia
La chiesa risale al 1400. Della vecchia chiesa resta una notizia: nel 1549 il pittore Polame Valentino di Udine dipinse un'icona; nel 1674 fu dato inizio ai lavori di ristrutturazione e ampliamento terminati 62 anni dopo. Nel 1903 il pittore Antonio Brollo di Gemona dipinse due quadri di pregevole fattura. Al suo interno anche un organo settecentesco. Vicino alla chiesa si erge villa Bigozzi-Cabassi: il corpo di fabbrica centrale della casa padronale risale al 1700 mentre il classico porticato risale al 1800. L'ala rivolta verso il torrente Corno, sembra essere precedente al 1700. Alle porte del capoluogo sorge il santuario di Madonna d'Aiuto risalente alla metà del Seicento. All'interno è conservata la seicentesca statua lignea della Madonna con Bambino, venerata per aver preservato la popolazione dall'epidemia di colera del 1836. Nel 1843 venne ampliata; il campanile fu terminato nel 1932.